# Амосова, Зинаида Степановна
Зинаи́да Степа́новна Амо́сова (Ши́шкина; род. 12 января 1950, с. Крупское, Таласский район, Джамбульская область, Казахская ССР) — советская лыжница, заслуженный мастер спорта СССР (1976), чемпионка Олимпийских игр в 1976 году, двукратная чемпионка мира в 1978 году, девятикратная чемпионка СССР, чемпионка зимних Спартакиад народов СССР (1974, 1982), выступала за Каменск-Уральский.

## Биография
Зинаида Степановна Шишкина родилась 12 января 1950 года в селе Крупское Таласского района Джамбульской области Казахской ССР в семье из 11 детей. Семья вскоре переехала в деревню Златогорова Каменского района Свердловской области. После окончания восьмилетней школы, поступила в ПТУ № 64 города Каменск-Уральского, где занималась лыжами, легкой атлетикой, пятиборьем (имела I разряд по пятиборью) и выступала за команду Каменск-Уральский, с 1977 года за ДСО «Трудовые резервы» (Свердловск), ДСО Труд, КФК Уралэнергомаш. Во время учёбы работала маляром в СУ-1 треста «Уралалюминьстрой» в городе Каменск-Уральском. Окончив обучение в ПТУ № 64, поступила и закончила Новосибирский техникум физической культуры, где занималась у тренера Ивана Николаевича Ильина. С октября 1968 года работала инструктором в Новосибирском областном совете ВДСО «Трудовые резервы». Выступала за спортивное общество Вооружённых сил (Новосибирск). В Новосибирске вышла замуж за Владимира Амосова, биатлониста из Каменск-Уральского, мастера спорта международного класса, кандидата в сборную страны.
Первый свой крупный турнир выиграла в Североморске в сезоне-1969/1970, став чемпионкой Вооруженных Сил по лыжным гонкам. Дважды побеждала в чемпионате Вооруженных Сил в беге на 5 и 10 километров, став мастером спорта. Членом сборной СССР стала в 1972 году, в основной состав сборной стала после победы в чемпионате страны в 1974 году. А в 1976 году в составе сборной СССР была на Олимпиаде в Инсбруке. В финском городе Лахти 1977 года была первой спортсменкой, пробежавшей в официальных соревнованиях 20 километров. Получив два золота на чемпионате мира 1978 года в финском городе Лахти, старший тренер лыжной сборной Виктор Иванов, настойчиво попросил ветеранов в возрасте 28 лет «покинуть помещение». В Олимпийских играх 1980 года в Лейк-Плэсиде не участвовала. На Спартакиаде народов СССР 1982 года в Красноярске стала чемпионкой, на 10 километрах взяло серебро. Закончила карьеру в 1984 году. В 1985—1994 годах работала тренером в ШВСМ города Свердловск. В 1994 году вышла на пенсию, став вице-президентом федерации лыжных гонок Свердловской области, членом Исполнительного комитета Федерации лыжных гонок Свердловской области, организатором спортивных соревнований в Екатеринбурге, в том числе Всероссийских массовых соревнованиях «Лыжня России».

## Достижения
- Чемпионка Зимних Олимпийских игр 1976 в эстафете 4х5 км.
- 2-кратная чемпионка мира: 10 км (1978), 20 км (1978).
- 9-кратная чемпионка СССР: 5 км (1982), 20 км (1976, 1982), 30 км (1982), эстафета 4х5 км (1974, 1976, 1979, 1981, 1984).
- Победительница зимних Спартакиад народов СССР 1974, 1982[3].

## Награды
В 1976 году награждена орденом «Знак Почета». В 1999 году награждена почетным знаком «За заслуги в развитии физической культуры и спорта». Награждена медалью «Ветеран труда». В феврале 2010 года была награждена Почётной грамотой Администрацией города Екатеринбурга «за большой личный вклад в развитие лыжного спорта в муниципальном образовании „город Екатеринбург“, высокие спортивные достижения и в связи с 60-летием со дня рождения».

## Личная жизнь
Супруг — Владимир Амосов, чемпион СССР по биатлону в эстафете.
- Дочь — Ксения.
  - Внук Андрей Анкудинов, выступающий ныне за хоккейный клуб «Югра».